# Garpenberg
Garpenberg är en tätort i Hedemora kommun i Dalarnas län. Den är även kyrkbyn i Garpenbergs socken. Garpenbergs gruva är tillsammans med Lovisagruvan i Örebro län de enda som fortfarande är i bruk i Bergslagen. År 2010 fanns 518 invånare i tätorten.

## Namnet
Orten hette tidigare Dala-Finnhyttan och namnet Garpenberg syftade då på Garpenbergs socken. Namnet Garpenberg kommer från ordet "garpar" som var de tyskar som utvecklade gruvdriften. Även finnar, samer och valloner har haft en viktig roll i gruvbrytningens historia.

## Befolkningsutveckling
| Befolkningsutvecklingen i Garpenberg 1960–2020 | Befolkningsutvecklingen i Garpenberg 1960–2020 | Befolkningsutvecklingen i Garpenberg 1960–2020 | Befolkningsutvecklingen i Garpenberg 1960–2020 | Befolkningsutvecklingen i Garpenberg 1960–2020 |
| ---------------------------------------------- | ---------------------------------------------- | ---------------------------------------------- | ---------------------------------------------- | ---------------------------------------------- |
|                                                |                                                |                                                |                                                |                                                |
| År                                             |                                                |                                                | Folkmängd                                      | Areal (ha)                                     |
| 1960                                           | 1960                                           |                                                | 1 109                                          |                                                |
| 1965                                           | 1965                                           |                                                | 1 059                                          |                                                |
| 1970                                           | 1970                                           |                                                | 849                                            |                                                |
| 1975                                           | 1975                                           |                                                | 749                                            |                                                |
| 1980                                           | 1980                                           |                                                | 750                                            |                                                |
| 1990                                           | 1990                                           |                                                | 783                                            | 153                                            |
| 1995                                           | 1995                                           |                                                | 633                                            | 154                                            |
| 2000                                           | 2000                                           |                                                | 543                                            | 154                                            |
| 2005                                           | 2005                                           |                                                | 564                                            | 154                                            |
| 2010                                           | 2010                                           |                                                | 518                                            | 153                                            |
| 2015                                           | 2015                                           |                                                | 515                                            | 120                                            |
| 2020                                           | 2020                                           |                                                | 483                                            | 103                                            |
|                                                |                                                |                                                |                                                |                                                |

## Gruva

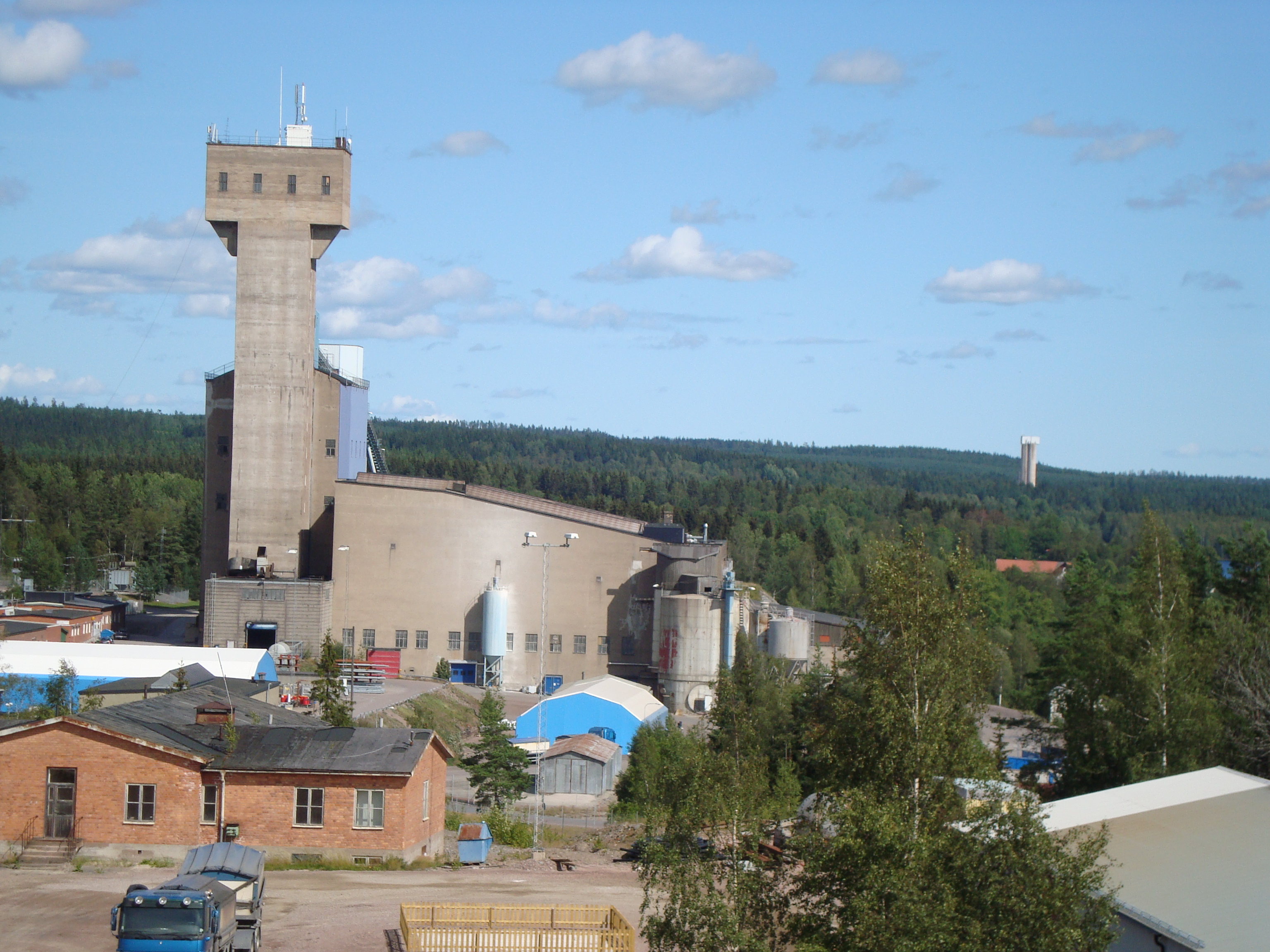
Södra gruvan i förgrunden, Norra gruvans lave i bakgrunden.

Garpenberg är en ort med aktiv gruvdrift. Ortens gruva har fram till 2004 varit två olika, vilka det året förenades till en. Dessutom är sedan 2013 ytterligare en gruvlave i drift.
Från början var det järnmalm som hämtades upp ur berget. Den första källan som omtalar Garpenberg är från 1402, men malmutvinningen har hållit på mycket längre än så. Sedermera har silver, zink, bly, koppar och guld blivit viktigare produkter. Silverförekomsten i berget anses som Europas största. Idag är det New Boliden, tidigare Boliden Mineral AB, som svarar för driften i den aktiva gruvan. Gruvan hade 310 anställda år 2008
och 430 i juli 2020.

### Gruvlavar
Garpenbergs två gruvlavar är i folkmun benämnda "Norra" respektive "Nya laven". Tidigare fanns även "Södra laven". Södra och Norra var från början två separata gruvor. Sedan 2004 finns det en förbindelseort mellan gruvorna omkring 800–900-metersnivån, och därmed betecknas gruvorna numera som en enda gruva. Den södra laven revs i maj 2019 då den inte varit i bruk sedan 2014. Den var till dess Sveriges näst högsta lave (tillsammans med den i Tuolluvaara) med en höjd av 76 meter. Laven vid Garpenberg Norra är 66 meter vilket placerar den bland de tio högsta i Sverige. Det fanns även en lave vid Smältarmossgruvan, riven i september 2011.
En ny lave från 2010-talet är lokaliserad nära norra laven, vid Lappberget. Laven är 85 meter hög och hissen går ända ner till 1 100-metersnivån.

### Gruvkapellet
I det gamla gruvkapellet i Garpenberg från tidigt 1600-tal samlades gruvfolket till bön före och efter arbetet. Nu är kapellet det enda bevarade gruvkapellet i Sverige. Det har flyttats 150 meter på grund av rasrisk, men är i övrigt bevarat i ursprungligt skick. Övervåningen är idag inredd som museum med samlingar från äldre tiders gruvdrift.

## Bruk
Järnbearbetning i Garpenberg har förekommit sedan medeltiden. Första kända innehavaren av egendomen var Israel Erlandsson Ängel (död 1332), biskop i Västerås. Under början av 1500-talet hörde bruket till kronan som anlade ett bruk vid mitten av seklet. Bruket blev aktiebolag 1855 och gick i konkurs 1910.

## Samhället

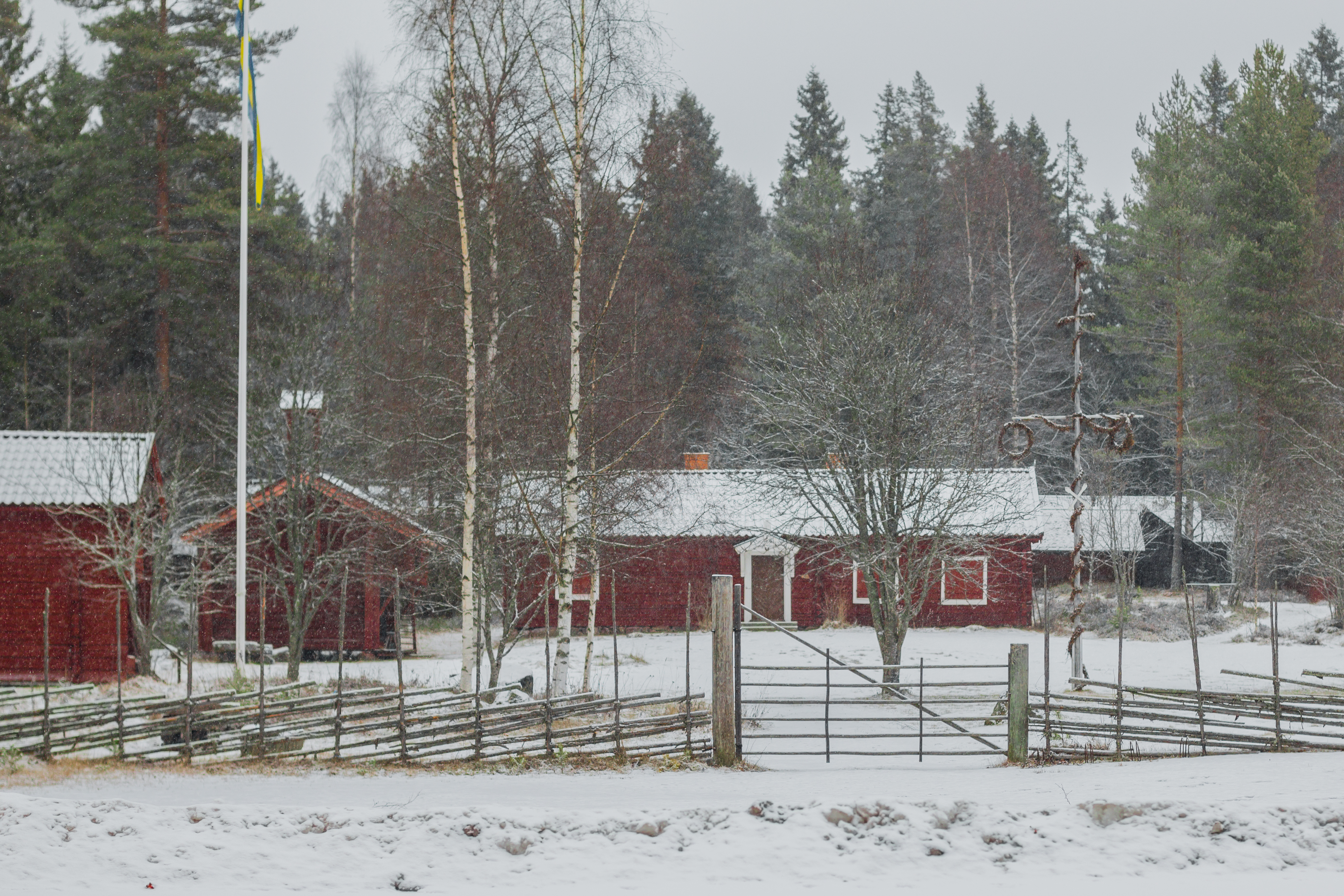
Gammelgården

I den äldre delen av byn ligger bland annat den jugenddekorerade Garpenbergs kyrka från 1780-talet, den gamla sockenstugan och Gammelgården. Där återfinns också Dala-Finnhyttans stationshus, som byggdes för Gruvgården-Fors järnväg.
Det finns även en gammal kalkgruva (Kalkgruvhagen) med anor från 1400-talet i området Finnhyttan på vägen till Garpenbergs norra gruvområde. Driften bedrevs i dagbrott. En kalkugn från 1860-talet finns bevarad i ett av brotten. I området finns även ett unikt örtbestånd.

## Garpenbergs herrgård
Strax utanför Garpenberg återfinns Garpenbergs herrgård. Byggnaden är uppförd 1801 av Garpenbergs bruks dåvarande direktör Salomon von Stockenström och är Dalarnas största. Byggnaden är uppförd ovan på ett slaggstensvalv med ursprung från Gustav Vasas kungsgård. I den praktfulla blå salongen finns handmålade kinesiska tapeter från 1700-talet. Garpenbergs herrgård har under större delen av 1900-talet härbärgerat en jägmästarutbildning i regi av dåvarande Skogshögskolan. Numera används byggnaden för hotell- och restaurangverksamhet.

## Galleri

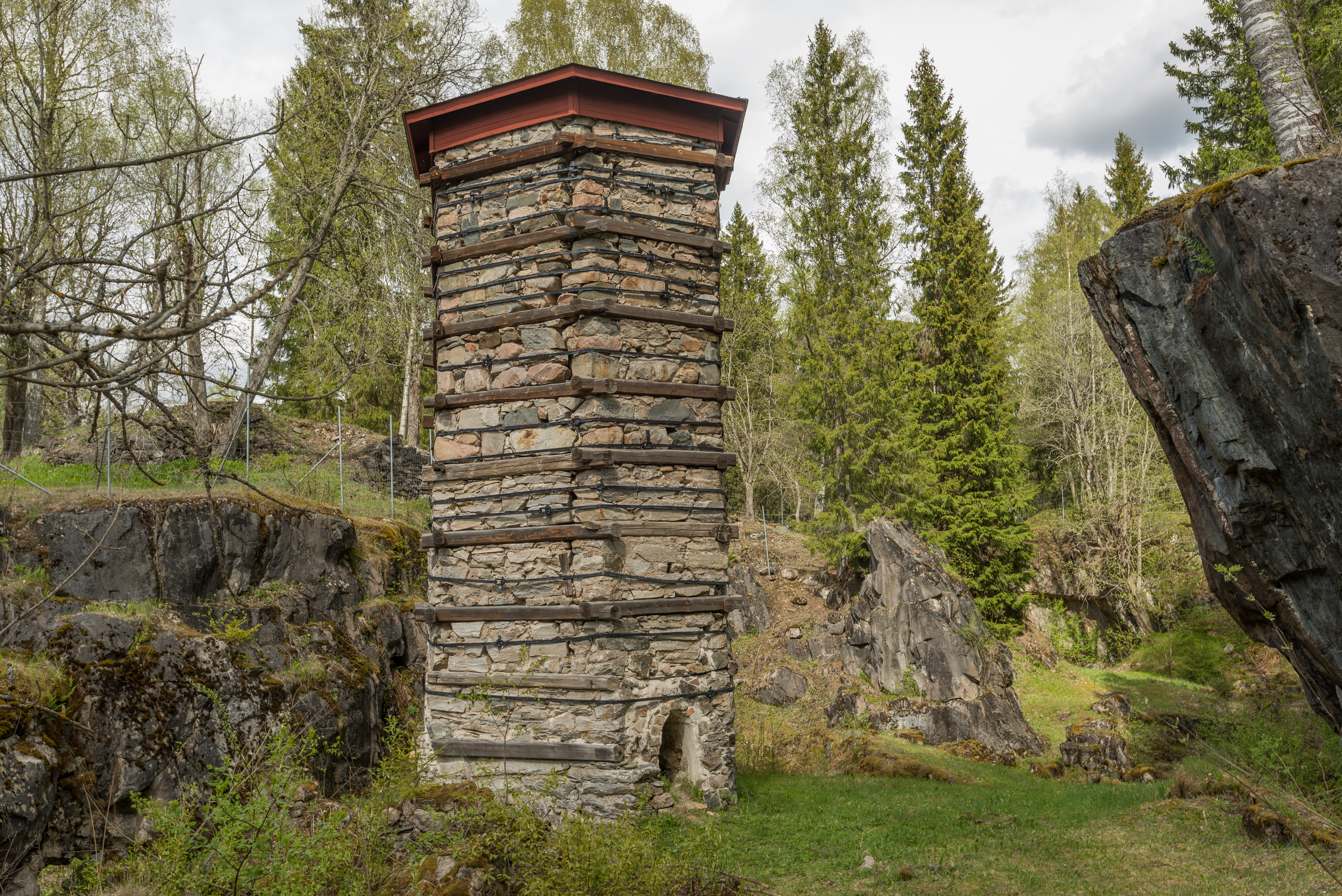
Kalkbrottet i Kaspersbo
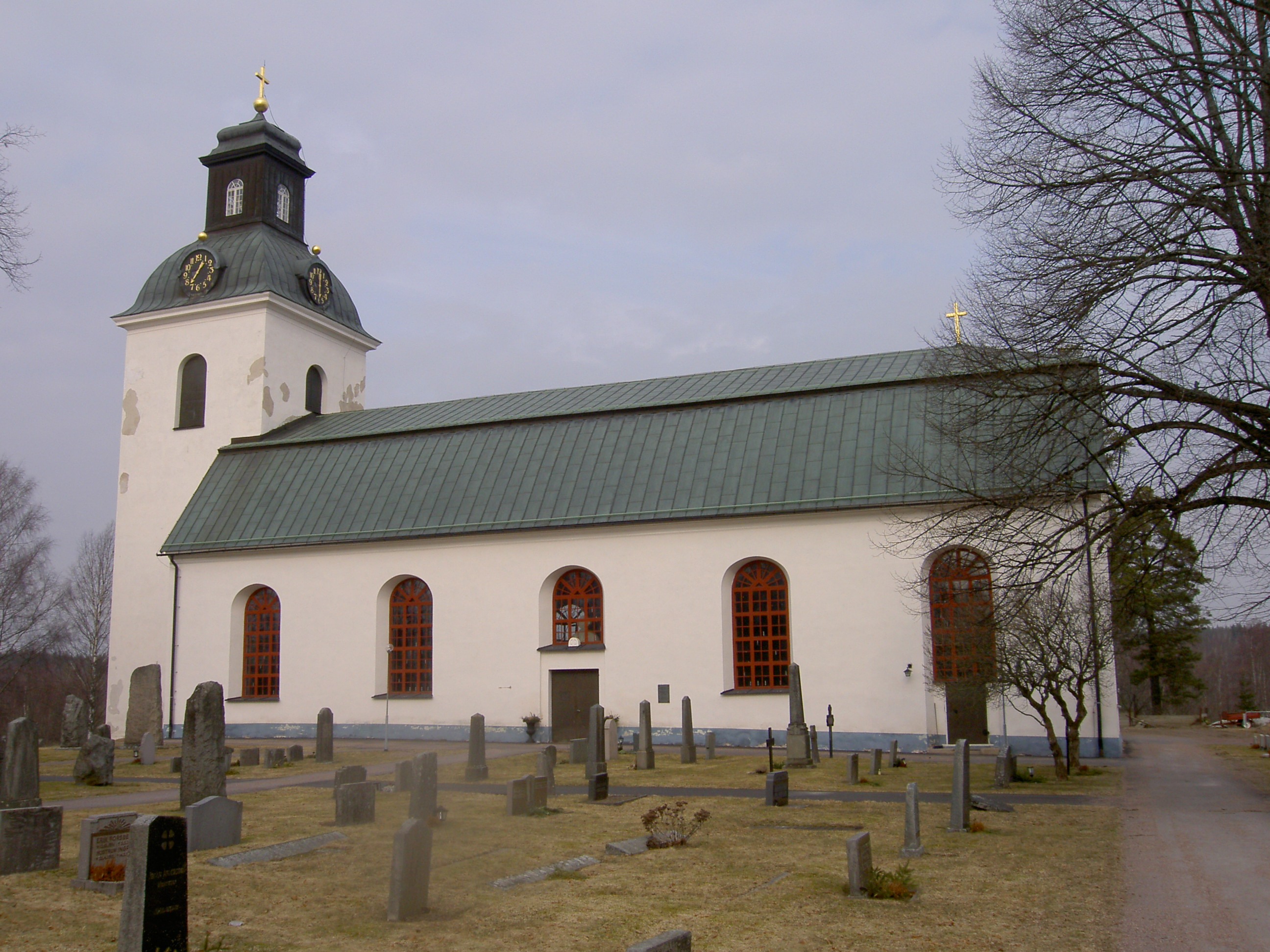
Garpenbergs kyrka
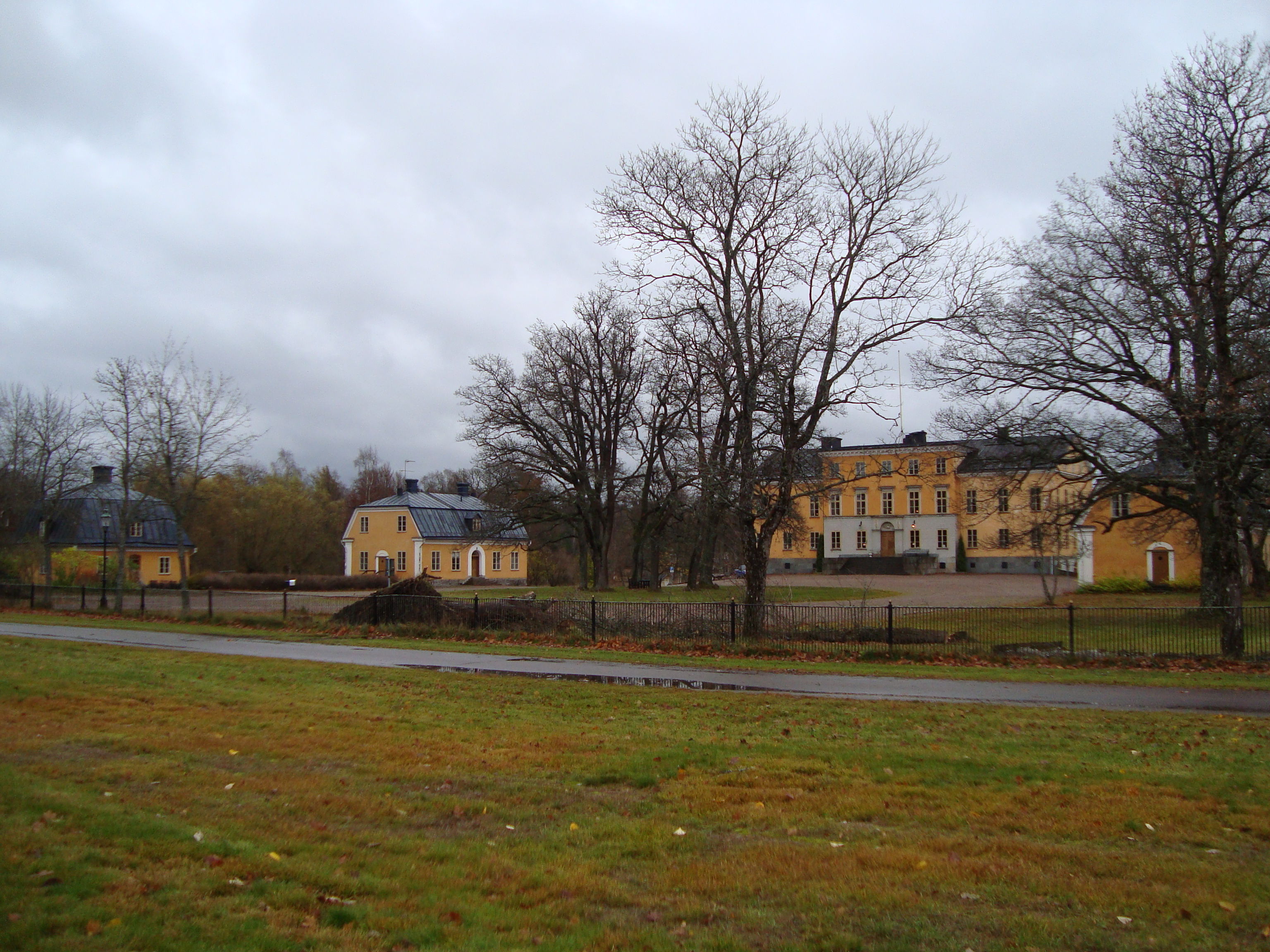
Garpenbergs herrgård
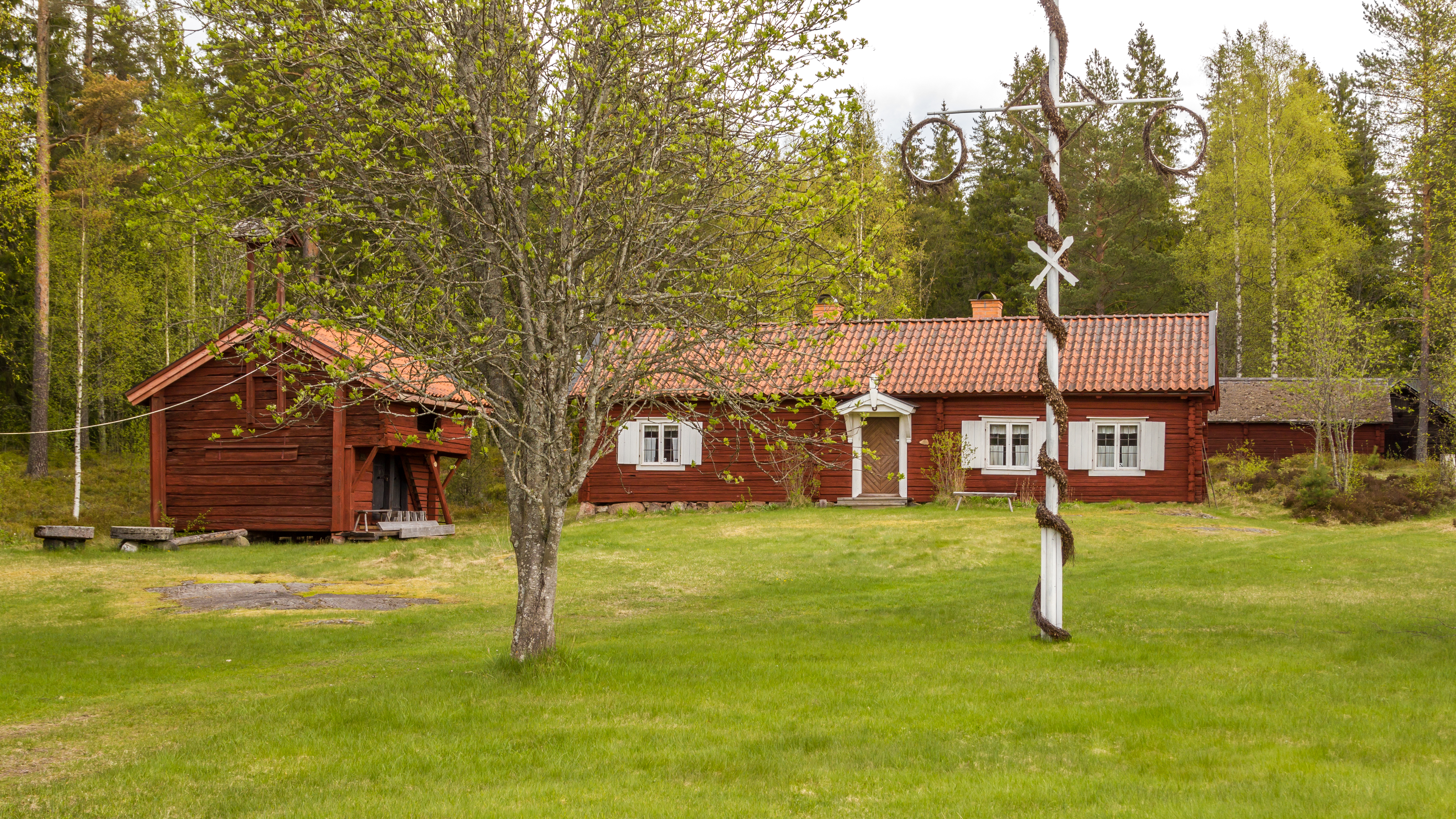
Garpenbergs gammelgård
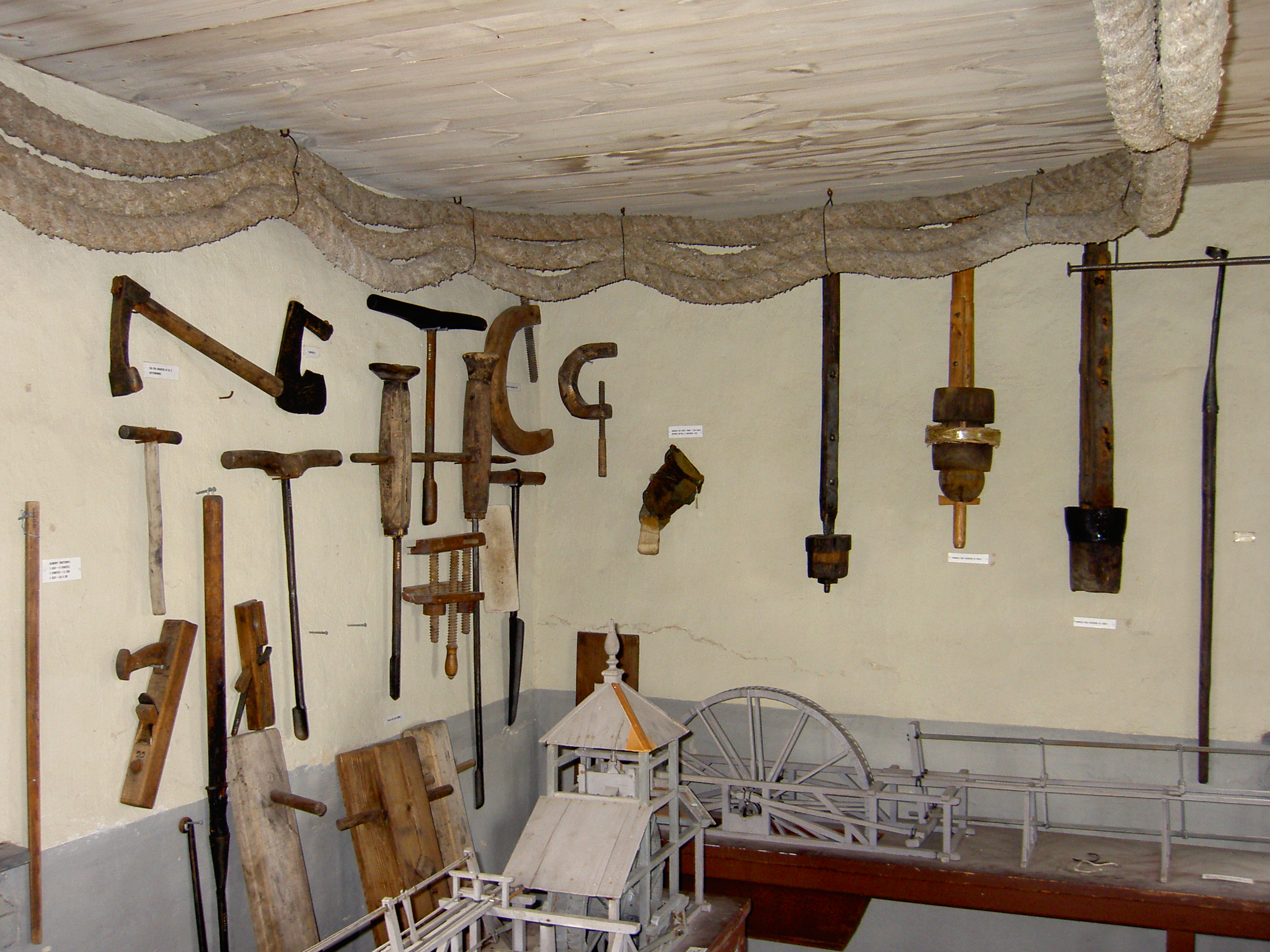
Gruvkapellets museum
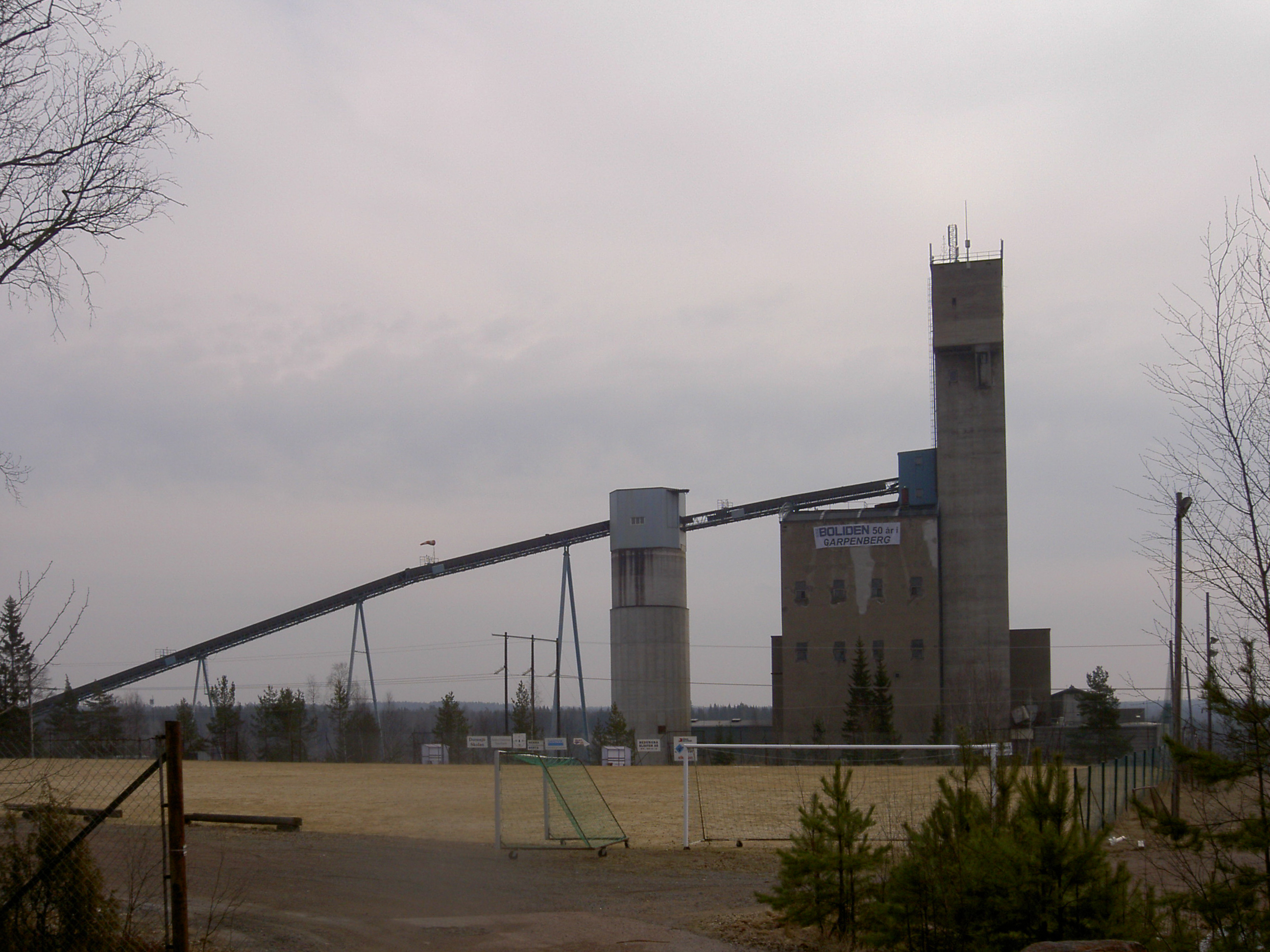
Södra gruvlaven revs 2019

## Personer från orten
- Dan Eliasson